# Баракуда (коктейль)
Баракуда (англ. Barracuda) — коктейль на основі рому, лікеру Galliano, ігристого вина, ананасового соку та соку лайма. Класифікується як газований коктейль. Належить до офіційних напоїв Міжнародної асоціації барменів (IBA), категорія «Напої нової ери» (англ. New Era Drinks).

## Спосіб приготування
Склад коктейлю «Barracuda»:
- золотий ром — 45 мл (4,5 cl),
- лікеру Galliano — 15 мл (1,5 cl),
- ананасовий сік — 60 мл (6 cl),
- сік лайма — 1 крапля,
- ігристе вино — долити.